# Urmas Lattikas
Urmas Lattikas (Tapa, 17 augustus 1960) is een Estse jazzpianist, arrangeur, componist en orkestleider.
Lattikas studeerde in de periode 1977-86 aan een conservatorium in Estland, daarna studeerde hij jazzcompositie en piano aan Berklee School of Music in Boston (afgestudeerd in 1990). Na zijn terugkeer in Estland richtte hij een eigen jazzkwintet op; daarnaast werkte hij als arrangeur in de pop, jazz en klassieke muziek. In 1994 leidde hij het orkest tijdens het Eurovisiesongfestival in Estland. Hij schreef filmmuziek (Nõid uit 1988, van Elo Tust), composities voor koor, orkest en kamermuziek. Onder eigen naam nam hij meerdere albums op, waaronder Freedom to Love.